# 近藤崇晴
近藤 崇晴（こんどう たかはる、1944年3月24日 - 2010年11月21日）は、日本の裁判官。2007年5月23日から最高裁判所判事を務め、在任中に死亡。

## 来歴
東京都出身。東京学芸大学附属高等学校を経て、1967年東京大学法学部卒業。同年司法修習生。1969年前橋地方裁判所判事補任官。甲府地方・家庭裁判所所長・東京高等裁判所判事部総括・最高裁判所首席調査官、仙台高等裁判所長官等を経て最高裁判所判事に就任する。
間質性肺炎で闘病中、肺がんを併発。最高裁判事としての執務を継続したが、2010年11月8日、間質性肺炎で倒れ、同月21日、間質性肺炎のため東京都目黒区内の病院で死去。66歳没。叙正三位、旭日大綬章追贈。後任には12月27日付で広島高等裁判所長官の寺田逸郎が充てられる。

## 裁判
- 早稲田大学江沢民講演会名簿提出事件・控訴審判決（東京高等裁判所2002年1月16日） - プライバシー侵害を認める
- 東京高等裁判所時代に、交通事故で亡くなった11歳の少女についての損害賠償請求につき、逸失利益の算定方法について、性別だけで将来の収入を予測するのは合理的な理由のない差別として、高校卒業か義務教育終了までは男女同一にすべきとの判決

最高裁
- 国籍法3条1項は憲法14条1項に違反するか。多数意見（違憲・補足意見有）
- 2007年参議院選挙の議員定数配分規定（いわゆる一票の格差の問題）が問われた2009年9月30日大法廷判決において、合憲とする多数意見に反対し、反対意見として「4年後に施行される次々回の参議院議員通常選挙までには、憲法の要求する投票価値の平等を他の政策的目的ないし理由との関連において調和的に実現するために、参議院議員の選挙制度の抜本的見直しを行うことが、憲法の要請にこたえるものというべきである。次々回の選挙もこのような抜本的な見直しを行うことなく施行されるとすれば、定数配分規定が違憲とされるにとどまらず、前記事情判決の法理によることの是非が検討されることになろう。」と述べ、選挙無効を裁判所が主張する可能性について言及した。

## 国民審査
- 2009年8月30日 第21回最高裁判所裁判官国民審査（第45回総選挙と同時）- 罷免を可としないが6283万5628、可とするが410万3537で信任

## 編書
- 『民事執行の基礎と応用』（上田正俊・大橋寛明共編、青林書院、初版1996年、補訂増補版2000年）